# Forsthaus Jägerthal
Das Forsthaus Jägerthal ist die denkmalgeschützte Gesamtanlage eines ehemaligen Forsthauses in der rheinland-pfälzischen Stadt Bad Dürkheim.

## Lage
Das Forsthaus liegt westlich der Stadt Bad Dürkheim an der B 37 im Jägerthal, westlich des Ortsteils Hardenburg. In der Nähe zweigt ein Weg zum Dreibrunnental ab.

## Geschichte
Im Jägerthal wurde nach 1779 ein Jagdschlösschen der Leininger Grafen erbaut. Dort führte 1785 August Wilhelm Iffland (1759–1814) sein bekanntes Stück „Die Jäger“ auf. Bei diesem Drama handelt es sich um ein ländliches Sittengemälde in fünf Aufzügen. Die Sommerresidenz wurde 1794 durch die Franzosen im Zuge der Revolutionskriege zerstört.
Um 1825 wurde an dieser Stelle das Forsthaus als Dienstsitz eines Revierförsters im Pfälzerwald vom Regierungsbaumeister Johann Bernhard Spatz errichtet. In den zugehörigen Gebäuden wurde eine Klenganstalt zur Trocknung von Samen eingerichtet. Das Forsthaus findet auch Erwähnung in den Werken des Historikers Johann Georg Lehmann. 1834 wurde der bisherige Forstwart Karl Kummerer zum provisorischen Revierförster auf das Forstrevier Jägerthal, Forstamtsbezirk Dürkheim, allergnädigst ernannt. Kummerer legte mit seinem Kollegen Karl Nahm vom Nachbarrevier den Kummererbrunnen am Fuße des Drachenfelses an. Der Brunnentrog ist mit den Initialen „KK KN“ markiert.
Das Anwesen wurde in den 1980er Jahren zu Wohnzwecken saniert und 1987 unter Denkmalschutz gestellt. Es beherbergt heute das Restaurant Sieben Raben. Das Schankrecht von 1770 wurde von den Besitzern 1996 wieder aktiviert.

## Beschreibung
Der spätbarocke Keller stammt noch aus der Zeit des Jagdschlösschens. Das ehemalige Forsthaus ist ein eingeschossiger Krüppelwalmdachbau. Um 1825 errichtet, ist es im Kern ebenfalls barock. Im Vorgarten befindet sich ein Brunnen. Zu der denkmalgeschützten Gesamtanlage gehören zwei Ökonomiegebäude und die Gartenmauer. In die Gebäude sind Spolien eingemauert.
An der Zufahrt zum Hof steht ein ehemaliges Wachhäuschen. Dieses ist ein kleiner Kuppelrundbau aus der Zeit um 1770.